# 2019年メキシコ・パイプライン爆発事故
2019年メキシコ・パイプライン爆発事故は、2019年1月18日に発生した爆発事故である。メキシコ・イダルゴ州のトラウエリルパンで、ガソリンを輸送中のパイプラインが破裂した後、漏洩した燃料に引火して大規模な爆発が起こった。この爆発により少なくとも135人の死者が発生し、さらに数十人が負傷した。メキシコ政府当局は、爆発の責任はパイプラインへの窃盗行為を働き、破裂を引き起こした犯罪組織にあるとした。パイプラインの破裂地点には、噴出するガソリンを手に入れようと多数の住民が詰めかけていたため、爆発時に大量の死傷者が発生する結果となった。メキシコ軍の兵士は人々に現場から離れるよう説得を試みていたが、群衆の数は兵士側の人員を圧倒的に上回っており、破裂したパイプラインに近寄ろうとする住民を制止するのは困難だった。地元警察が漏洩について知らされたのは現地時間17時04分であり、その2時間後の19時10分に爆発が発生した。爆発に続いて発生した火災の鎮火には約4時間を要した。

## 背景
メキシコでは、国営石油企業ペメックスが所有するパイプラインからの燃料の窃盗行為が長期的な問題となっている。2010年代にはガソリンの窃盗が犯罪組織の主要な収入源の1つとなり、問題はさらに悪化した。背景には、国際的な燃料価格の高騰により、ガソリンの窃盗行為で得られる利益が増加したことがあった。窃盗を行う犯罪組織は、賄賂と暴力を駆使して政府関係者を買収しており、複数のペメックス職員が窃盗行為の手助けをしている疑いがある。犯罪組織は買収した職員から、燃料がパイプラインを通過する正確な時刻や、パイプラインの地図、パイプラインにうまく穴を開ける方法などの情報を得ているとされる。
メキシコでは、ガソリンの窃盗団は「ワチコレロス（huachicoleros）」と呼ばれている。多くの場合、窃盗団によって盗まれたガソリンは通常よりも安い価格で一般の市場に出回ることになる。窃盗団は、低価格のガソリンを提供するほか、燃料の運び屋や見張り役として地元住人に雇用の場も与えているため、貧困地域のコミュニティは彼らの存在を支持している。違法な燃料の供給は、ベラクルス州やプエブラ州、そして爆発が発生したイダルゴ州の地域社会を支えているとも考えられている。一方で、メキシコ連邦政府によれば、燃料の窃盗行為が国家に与える損害額は（2018年度には）年間約30億米ドルに達していた。
2018年12月、アンドレス・マヌエル・ロペス・オブラドールがメキシコ大統領に就任した。オブラドールはガソリン窃盗団の撲滅キャンペーンを開始し、メキシコ全土のパイプラインを守るため、メキシコ軍および連邦警察から約5000人を派遣した。オブラドールによる窃盗団対策の一環として、一部のパイプラインによる燃料輸送が停止され、代わりにタンクローリーによる燃料輸送への依存度が増加した。パイプラインの停止措置は（パイプラインからの）窃盗行為の発見を容易にすることを目的としていたが、停止措置が実施されるとタンクローリーの台数不足からガソリンの輸送が滞り、2019年1月にはメキシコ全土で燃料不足が発生し、ガソリンスタンドには燃料を求めて長蛇の列ができる事態となった。

## 事故
事故が起きたトラウエリルパンにはメキシコの主要パイプラインの1つが通っており、このパイプラインはイダルゴ州トゥーラ・デ・アジェンデにあるペメックスの施設とベラクルス州トゥスパンの港をつないでいた。2019年1月18日の昼過ぎ、ソーシャルメディア上に、トラウエリルパン市サン・プリミティヴォ地区で住民がガソリンらしきものを収集しているとの情報が報告され始めた。その後YouTubeにアップロードされた現場の映像には、破裂したパイプラインから噴出するガソリンの周りに、バケツやジェリカン、水筒を手にした地元住民が群がっている様子が映し出されていた。のちに地元テレビ局のインタビューを受けた目撃者は、集まった群衆は数百人、あるいは1000人近い規模に達していたと語った。別の証言は、子供を含む何人かの住民は互いの体にガソリンをかけ合って遊ぶなど、パイプラインの亀裂の近くで悪ふざけに興じていたと語った。地元警察が911番通報でガソリンの漏洩について知らされたのは17時04分であり、その約2時間後の19時10分に大規模な爆発が発生した。漏洩について初めて知らされた時、ペメックスはこれが「重大な」漏洩であるとは判断せず、パイプラインのバルブを閉じることをしなかった。爆発による火災の消火には4時間を要し、周辺地域の住民は避難させられた。
この事故では、ガソリンが亀裂から噴出したことによって気化した燃料が周辺の空気に充満し、大爆発の原因となったと考えられている。問題のパイプラインは、2メガパスカルの圧力で約1万バレルのガソリンを破裂地点に向け送り出していたと推定されている。漏洩したガソリンが引火した正確な原因は特定されていないが、事故調査団が初めに立てた仮説は、噴出によって気化したガソリンが、人々が着ていた合成繊維の服の摩擦による静電気のスパーク（放電）で引火・爆発したというものだった。パイプラインの破裂地点には無料のガソリンを求め多数の人々が集まっていたため、この爆発事故による人的被害は特に大きかった。地元住民によれば、トラウエリルパン周辺でガソリンが不足していたことが、漏洩を知って多くの人々が現場に詰めかけた背景であった可能性がある。
漏洩の現場には約25人の兵士が到着していたが、メキシコの国防長官は、燃料を求め現場に詰めかけた600-800人の住民を制止するのに十分な人員ではなかったとし、兵士らは破裂したパイプラインに近づかないよう住民の説得を試みたが、何人かの住民は引き返すように告げられると攻撃的な姿勢を見せたと述べた。銃器を持った住民は居なかったが、一部は棒や石で武装していた。兵士らの上官は、銃撃戦の発生によって武装していない民間人が負傷したり、群衆が暴徒化することを恐れており、住民が燃料の窃盗を行なっている場合にも交戦しないよう彼らに命じていた。

## 反応
爆発発生後の1月18日夜、メキシコ軍による災害救援活動であるプラン・DN-III-Eが開始された。爆発による負傷者の一部はヘリコプターに乗せられ、イダルゴ州・メヒコ州・メキシコシティの各病院まで搬送された。未成年の負傷者の一部はアメリカ・テキサス州のシュライナーズ小児病院に搬送されることになった。イダルゴ州知事オマール・ファヤドは、被害者の治療費および葬儀費はメキシコ政府が負担すると述べ、政府が問題のパイプラインからガソリンを盗んでいた民間人を相手に法的措置を取ることないと明言した。 ファヤドはまた、トラウエリルパンの文化センター内に政府による情報ブースが設置され、被害者の名前と彼らが治療を受ける病院のリストが確認できるようになると明らかにした。このリストは政府のウェブサイトでも閲覧可能だった。
事故調査団は遺体の回収作業を手伝い、正式な身元確認を行うため遺体をトゥーラ・デ・アジェンデとミスキアワラの遺体安置所に送った。調査団は、遺体の身元特定が完了するまでには数ヶ月を要すると述べた。遺体の多くは重度の火傷を負っており、対面による身元特定はほぼ不可能と考えられたため、被害者の遺族は遺体が身につけていた物で身元を確認するよう求められた。身元の特定作業を容易にするため、メキシコ当局は遺族にDNA検査を受けるよう要請した。調査団は、分析のため遺体がアメリカもしくはヨーロッパの機関に送られる可能性が高いと述べた。一方で、一部の遺族は調査団が事故現場から遺体を回収することに抗議しており、遺体をトラウエリルパンの外に持ち出さないよう求めた。彼らは調査団が金儲けのため遺体を遠くの遺体安置所に運んでいると非難し、トラウエリルパンの外まで遺体を取りに向かうことは、ガソリンと金銭が不足しているために困難であると述べた。
爆発事故を受け、メキシコのオブラドール大統領は予定されていたハリスコ州とグアナフアト州での会議をキャンセルした。オブラドールは1月19日朝にトラウエリルパンを訪問し、災害救援活動を視察した。オブラドールはまた、燃料の窃盗を行う組織への対抗策を強化することを約束した（具体的には、石油化学製品の窃盗団への厳重な取り締まりの継続や、市民が違法燃料に頼らずに済むような代替案を見つけることなどが約束された）。オブラドールは、トラウエリルパンの住民に事故の模様について証言するように求め、さらにこの地域に存在する燃料の闇市場についての情報（窃盗団メンバーの氏名や窃盗行為の詳細など）を警察に提供するよう要請した。
ペメックスのCEOによれば、メキシコ中部では過去3カ月間にパイプラインへの穿孔行為が少なくとも10件確認されていた。2018年12月12日には穿孔によって火災が発生し、消火の完了までに12時間を要していた。これらの被害を受けて、爆発が起きたパイプラインも2018年12月23日から2019年1月15日まで停止されていた。 
トラウエリルパンの市長は、爆発事故によって有毒なスモッグが空気中に放出されたとして、住民に予防措置を取るよう呼びかけた。事故に対する見解を尋ねられた市長は、被害者らが漏洩を知って現場に詰めかけたのは必要に駆られての行動であったとした上で、人々の「無責任さ」が事故を引き起こした一因であると述べた。

## 調査
事故を受けて、メキシコの司法長官は爆発が「意図的に」引き起こされた可能性もあると述べた。この見解は、問題のパイプラインの破裂および漏洩が人為的なものだったという事実に基づいていたが、その後の爆発が故意に引き起こされたのか否かは不明だった。司法長官はまた、爆発によって当事者の多くが死亡したため調査は困難になるだろうと述べた。オブラドール大統領は、調査ではあらゆる可能性が考慮されることになり、地元のガソリン窃盗団以外にも、ロス・セタスやハリスコ新世代カルテルなどイダルゴ州で活動する麻薬カルテルが関与した可能性が検討されると述べた。
爆発の原因について政府の調査団が初めに提示した仮説は、住民らが着ていた合成繊維の服の摩擦で起きた静電気の放電により、漏洩によって気化したガソリンが引火したというものだった。司法長官は、パイプラインから漏洩した燃料は高オクタン価ガソリンであったため、空気に触れた際に「致命的な」ガスが発生したと述べた上で、静電気による爆発という仮説は決定的なものではなく、他の可能性も今後調査されるとした。メキシコ政府は、調査団の活動を容易にするため、事故現場周辺の土地や、燃料の窃盗行為に関連する他の土地を押収する法的手続きを行うと発表したが、それらの土地の所有者はこの措置は不当であると主張し、同時に燃料の窃盗行為を根絶できない政府の能力不足を非難した。
2019年1月21日、メキシコ国家人権委員会（CNDH）は、一連の出来事におけるメキシコ軍の「怠慢」が爆発事故の原因となったという告発を受け取った。オブラドール大統領は軍への告発がなされたことを認めたが、告発内容について詳細を報道機関に伝えることはしなかった。CNDHは告発を受けて、何が正確に起こったのかを把握するため、爆発事故の関係者への質疑など調査を行うことになると述べた。CNDHはまた、調査の実施は軍に過失があることを示すわけではないと明言し、過失の所在は調査が終わり、また爆発の原因に関する詳細が判明した段階になって初めて決定されると述べた。